# 남해 창선대교 붕괴사고
남해 창선대교 (南海 昌善大橋崩壞事故)  
1992년 7월 30일 오후 5시경 20분, 경상남도 남해군 창선면에 위치한 지족해협에서  남해군창선면과 남해군 삼동면 두 섬을 잇는 교각이 붕괴된 사건이다.

## 개요
- 위치 : 경남 남해군 창선면, 삼동면 지족해협
- 관리기관 : 부산지방국토관리청, 진주국도유지건설사무소
- 사고일시 : 1992. 7. 30 오후 5시 20분경
- 피해정도 : 인명피해: 4명中 사망자 2명을 포함하여 막대한 재산피해와 약 2,000대/일대 교통량의 두절.
- 건설업체 : 부산 소재 경인건설 (당시 경진건설)
- 건설년도 : 1975년 10월 ∼ 1980년 6월, 왕복 2차선, 길이 440m
- 형식 : 4개의 게르버식 T형 교각, 7개의 단순보 교각, 우물통 기초
- 제원 : 교장 440m, 교폭 8.5m(2차선)

## 사고 내용
1992. 7. 30. 오후 5시 20분경 남해군 창선면, 삼동면을 연결하는 4번, 5번 교각이 무너지면서 붕괴하여 인명피해 4명中(사망자: 2명), 막대한 재산피해와 약 2,000대/일대 교통량(남해군 삼동면 동도서인 창선면을 연결)을 두절시키는 결과를 가져왔다
| 사망자   | 사망자 | 부상자 |
| 국적     | 인원   | 인원   |
| -------- | ------ | ------ |
| 대한민국 | 2      | 2      |
| 합계     | 2      | 2      |

## 사고경과 및 원인
건설교통부와 관련 업계에 따르면 한국건설기술연구원의 방명석 박사 등 창선교 사고조사반의 1차 조사결과 사고는 붕괴된 교각의 기반이 바다물의 염분에 의해 조금씩 부식되면서 콘크리트가 부식, 탈락된 데 따른 것으로 밝혀졌다.
건설교통부는 이에 따라 곧 전문적인 구조분석기관에 의뢰해 붕괴된 교각의 해저부분에서 채취한 콘크리트 조각을 분석, 정확한 사고원인을 밝혀내는 한편 나머지 교각들에 대해서도 정밀 안전진단을 실시하였다. 
이 붕괴사고의 원인은 영세업체가 미경험( 未經驗 )으로 시공을 하여 유속(V=2.76m/sec)이 심한 수중에 우물통 기초의 위치를 부정확하게 시공함으로써 편심을 야기시켰으며, 우물통 기초의 심도가 낮았고 해수 중에 있는 염분성분에 의한 콘크리트의 중성화로 교량의 기초가 부식된 데에 따른 것으로 밝혀졌다.

## 사고과정
창선대교는 공사대금이 적어 시공사가 3번이나 바뀐 끝에 준공되었다.
공사 중에도 부실공사의 징후를 보인 이 교량은 당초 안전점검을 요구하는 주민들의 민원이 잇따랐다. 그리고 주민들의 불안이 높아지자 사고 바로 한달 전인 7월초에 부산지방국토관리청에서 안전진단을 실시하였으나 위험하지 않다는 결론을 내렸다.
완공당시부터 교각과 상판에 균열이 발생하는 등 날림공사의 문제점이 지적되어 왔는데, 이 교량의 시공을 맡은 부산 소재 경인개발이 수주한 공사금액은 모두 8억 1,434만원으로 집계되고 있는데 이 금액은 직접공사비에도 미치지 못하였다.
그리고 특히 당시에는 지금처럼 공사전체에 대한 입찰 대신 매년 확보된 예산의 범위내에서 매년 입찰을 실시했다.
1975년 처음 공사를 수주해 1,2차년도 진입도로공사와 교각일부를 시공했던 대림산업(주)가 창선대교 공사를 맡은 뒤 지난 1977년 포기하고 다시 진경토건,경인종합개발로 넘어간이유가 계속 공사를 포기할 만큼 대금지불이나 공사조건이 좋지 않았다는 것이 관계자들의 증언이다. 또 건교부 진주국도유지건설사무소는 안전진단을 실시한 결과 상판을 떠받치고 있는 교각의 '모서리부분에 균열조짐이 있으나 당장의 붕괴위험은 없다는 결론아래 일부 대형차량의 통행을 제한했을 뿐 별다른 대책을 세우지 못했으므로 사고를 초래했다.
창선대교가 완공돼 10,000여 주민들이 위험한 도선 등을 이용하지 않고 편리한 뭍나들이가 가능해지면서 시외버스 등 하루 1,000여대와 300여명이 통해하면서 교량 이음새 틈이 벌어지는 등 곳곳에 부실공사의 흔적이 나타나기도 했다.
특히 1990년 이후로 레미콘 덤프 등 대형트럭의 통행이 잦아졌고 피서철 통행량이 크게 늘어나면서 차량이 지날 때마다 교량이 흔들리고 교량 위에서 바닷물이 보일 정도로 틈새가 벌어져 주민들이 통행을 꺼려 할 정도로 붕괴위험이 높아졌다.
이에 따라 남해군은 건설청인 부산지방국토관리청과 관리·보수기관인 진주국도유지건설사무소에 보수공사를 건의했으나 완공 후 12년간 1차례도 보수공사를 하지 않아 붕괴사고를 자초했다.

## 조치사항
① 붕괴사고 후 新창선교를 건설하기로 계획하였다.
② 신규 건설기간 중 주민들의 교통 통행과 편의를 위하여 자주식 대형 Barge를 상시 비치하여 차량을 포함한 인원, 화물수송에 대비하였다.
③ 경상남도는 창선면 1만여 주민들이 유람선, 도선으로 육지와 통행하고 있으나 승선인원이 30명 내외로 불편을 겪자 군수송선인 LGM 8선을 당시 추가 투입하기로 하고 국방부에 지원을 건의하여 2억 5,000만원을 들여 차량 10대, 승객 50명을 운송할 수 있는 40톤 규모의 페리선을 건조하기로 했다. 또 유류, 생필품, 가스 등은 도선을 이용해 하루 2차례 공급, 주민들의 불편을 덜어주기로 했다.
④ 최내영 부산지방국토관리청장(시설기감)도 1992년 8월1일날 직위해제했다.

## 교훈 및 대책
유속이 상시 급하고, 해수 중에 있는 구조물에도 대책없이 일반구조물과 동일한 개념으로 설계하여 콘크리트 중성화 대책을 별도 수립하지 못하여 왔던 우리의 잘못된 관습을 일깨워 주었다.
예산을 고려한 영세업체의 시공이 결과적으로 구조물의 하자를 촉진시키는 것으로 추정된다. 또한 현장상황과 여건을 고려하지 않은 무리한 시공(예 : 가이드파일 등의 부재로 인한 편심 위치의 부정확성)은 엄청난 결과를 초래하였다.

## 추후경과
기존 교량의 복구와 대체교량의 신설 방안 중 대체교량의 신설로 결정되어  새창선대교를 건설함
위치 : 경남 남해군 삼동면 지족리에서 창선면 지족리간 1,452m (기존교량에서 남해쪽으로 50m 이동)
제원 : 폭 14.5m, 길이 480m, 교각 5개(교량 양측에는 60m 간격의 교각, 중심부에는 대형선박도 통과   할 수 있도록 90m 간격으로 교각이 건설)
기타 : 교량 양쪽 진입도로 972m를 개수 및 포장, 교량길이가 40m 늘어났고 폭도 기존에 없던 보도를  교량 양편에 설치
공법 : 강상판형 공법 (교량 상판에 두꺼운 철판을 깔고 아스팔트 포장을 함)
건설업체 : 한진종합건설 (한진그룹 계열사)
예산 : 당초 170억원(보상금 10억원 제외)의 예산이 투입될 예정이었으나 1993. 4. 27일 실시한 공개입찰에서 153억 4,500만원에 낙찰
기공일시 : 1993. 04. 30
완공일시 : 1995. 12. 20

## 같이 보기
- 성수대교 붕괴 사고
- 삼풍백화점 붕괴 사고
- 나산백화점
- 와우아파트 붕괴 참사
- 대구 상인동 가스 폭발 사고
- 대구 지하철 화재 참사
- 2013년 다카 근교 건물 붕괴 사고
- 경주 마우나오션리조트 체육관 붕괴 사고
- 세월호 침몰 사고
- 당산철교
- 신행주대교 붕괴 사건